# تويوتا كورولا فيرسو
تويوتا كورولا فيرسو(بالإنجليزية:  Toyota Corolla Verso)‏هي سيارة مدمجة ذات خمسة أبواب أنتجت في عام 1997 حتى عام 2009 .